# Betyla paparoa
Betyla paparoa är en stekelart som beskrevs av Naumann 1988. Betyla paparoa ingår i släktet Betyla och familjen hyllhornsteklar. Inga underarter finns listade.